# Super Smash Bros. Brawl
Super Smash Bros. Brawl és un videojoc de lluita per la consola Wii de Nintendo. Al Japó, el joc és conegut amb el nom de "Dairantō Smash Brothers X" (literalment, "Gran Batalla Smash Brothers X"). És la tercera entrega de la saga "Super Smash Bros". Aquest és el primer joc de la saga que presenta personatges de franquícies externes a Nintendo, amb la incorporació de Solid Snake de la saga Metal Gear de Konami i Sonic the Hedgehog de la saga Sonic the Hedgehog de Sega.
Super Smash Bros. Brawl, així com els seus predecessors, es distingeix dels altres videojocs de lluita en l'objectiu de cada participant, ja que no es guanyen punts estabornint els contrincants sinó enviant-los fora de la zona de combat. Brawl inclou un mode d'un jugador més profund que el dels seus predecessors, anomenat The Subspace Emissary, que consisteix en una història on intervenen tots els personatges del joc. Super Smash Bros. Brawl permet dur a terme lluites de fins a quatre persones dins el mode multijugador i és el primer de la saga que permet jugar en línia mitjançant la Connexió Wi-Fi de Nintendo.

## Recepció i vendes
| Publicació                                        | Puntuació             |
| ------------------------------------------------- | --------------------- |
| VaDeJocs.cat                                      | 9/10                  |
| 1UP.com                                           | Grau A                |
| Edge                                              | 9/10                  |
| Electronic Gaming Monthly                         | Grau A                |
| Eurogamer                                         | 9/10                  |
| Famitsu                                           | 40/40                 |
| GameSpot                                          | 9.5/10                |
| GameSpy                                           | 4.5/5                 |
| Gametrailers                                      | 9.4/10                |
| IGN Arxivat 2008-03-06 a Wayback Machine.         | 9.5/10                |
| Nintendo Acción                                   | 97%                   |
| Nintendo Power                                    | 10/10                 |
| NGamer UK                                         | 9.3/10                |
| NGamer Espanya                                    | 96%                   |
| Meristation Arxivat 2008-06-26 a Wayback Machine. | 9.5/10                |
| Compilació de crítiques múltiples                 |                       |
| Metacritic Arxivat 2010-02-16 a Wayback Machine.  | 93% (81 crítiques)    |
| Game Rankings                                     | 92,65% (77 crítiques) |

Super Smash Bros. Brawl ha rebut molt bones crítiques des del primer dia. Al Japó, la prestigiosa publicació Famitsu li va atorgar un contundent 40/40 i als Estats Units les puntuacions no baixen del 9/10. Això queda reflectit en el nombre de vendes, amb 500.000 unitats el primer dia a les tendes Japoneses, 820.000 la primera setmana i prop d'1,45 milions fins al dia 16 de març. Als Estats Units, el volum de vendes va ser superior, amb 874.000 unitats el primer dia i més d'1,4 milions la primera setmana.

## Problemes de lectura del disc
Super Smash Bros. Brawl és el primer joc de la consola Wii que utilitza un disc de doble capa, cosa que li dona més capacitat de memòria. Un petit percentatge de consoles tenen problemes per llegir els discs de doble capa i, per tant, els és impossible reproduir el contingut. Nintendo of Amèrica ha penjat un formulari pels residents dels Estats Units on s'han d'omplir una sèrie de dades, que es transmeten a l'empresa perquè aquesta determini el mètode d'enviament de la consola. L'empresa assegura que el problema és la pols acumulada a la lent del lector i recomana no intentar netejar-lo a casa, ja que es podria fer malbé. Tampoc soluciona el problema el fet d'anar a canviar el joc perquè no és un problema del disc. A Europa, Nintendo ha posat un teléfon al servei dels consumidors per informar i solucionar el problema.

## Joc

Mario, Bowser, Rei Dedede, i Kirby, lluitant en el mode multijugador.

Seguint l'estil dels seu predecessors, el joc utilitza un sistema de batalla diferent al dels altres jocs de lluita. Després d'escollir entre una gran varietat de personatges, de dos a quatre jugadors lluiten en diferents escenaris i intenten treure als seus contrincants de la zona de combat. En lloc de tenir barres d'energia com en altres jocs de lluita, aquest joc presenta percentatges de mal il·limitats que augmenten a mesura que els personatges són colpejats. Si un jugador té un percentatge elevat, és cada cop més fàcil enviar-lo fora de la zona de combat. Quan un personatge surt de l'escenari perd una vida o un punt, depenent del mode de joc. El joc es pot jugar fent servir quatre tipus de comandaments diferents: el comandament de la Wii, el comandament de la Wii amb el Nunchuk, el Controlador Clàssic o el controlador de Nintendo GameCube.
Els escenaris són terrenys en tres dimensions (encara que els jugadors no poden moure's en profunditat) que estan basats en escenaris d'altres jocs. Apareixen des de plataformes flotants fins a escenaris mòbils, en els quals els personatges han d'intentar no caure. Molts escenaris experimenten canvis durant el transcurs del combat, com el sistema de cicle entre el dia i la nit a l'escenari "Battlefield" o el sistema d'estacions en l'escenari "Yoshi's Island".
Cada personatges té un rang de moviments i atacs determinat que s'executen prement diferents combinacions de botons, depenent del tipus de comandament. La novetat d'aquesta edició del joc són els "Final Smashes", característics de cada personatge. Aquest tipus d'atac és molt més efectiu que els altres i representa la incorporació d'una habilitat addicional al qui l'executa durant un temps limitat, com disparar projectils especials o transformar-se. Per aconseguir aquestes habilitats, només cal destruir la Smash Ball, que pot aparèixer en qualsevol instant del joc.
Els personatges poden fer servir una gran varietat d'armes i objectes, com projectils o armes de lluita corporal. Cada objecte té un efecte diferent en els personatges que es trobin al voltant. Alguns curaran el personatge, mentre d'altres feriran qualsevol personatge que es trobi a prop. Els objectes apareixen de manera aleatòria durant el transcurs de la batalla.
Una altra característica del joc són els Noms. Aquesta opció permet guardar noms a la memòria del joc o del controlador i fer-los servir en els combats, en lloc de les denominacions habituals com "J1", "J2", ... Cada nom guardat a la memòria té un tipus de control assignat (el comandament de la Wii, el comandament de la Wii amb el Nunchuk, el Controlador Clàssic o el controlador de Nintendo GameCube).

## Individual

### Mode Un Jugador

#### Emissari subespacial
L'Emissari Subespacial és un mode del joc Smash Bros Brawl que representa ser el mode història dels jocs, però en aquest vas reclutant personatges perquè t'ajudin en l'aventura, com Meta Knight o Sonic, i agafant objectes per continuar i passant per totes les portes que t'apareixen al llarg de la història.
Masahiro Sakurai va assegurar que aquest mode seria encara més detallat que els modes d'un jugador dels jocs Smash Bros. anteriors. Shigeru Miyamoto va explicar que Sakurai sempre havia volgut realitzar una manera d'un jugador més profund, però ell va voler que es focalitzés l'atenció en els aspectes de la manera multijugador, ja que ja existien bastants jocs d'un jugador d'aquest tipus. Amb el temps de desenvolupament que han tingut pel Brawl, finalment foren capaços de crear-los ambdós. Amb la finalitat de crear una història per al mode, Sakurai va demanar ajuda a Kazushige Nojima, un redactor d'històries famós pel seu treball dintre de la saga Final Fantasy.
A part del mode multijugador, en aquesta nova versió de la saga Super Smash Bros. s'ha perfeccionat el mode Aventura, anomenat Emissari Subespacial. La principal novetat respecte a les altres versions és la possibilitat de jugar amb un amic, que escull un altre personatge i fa la funció d'ajudant. Aquest mode es basa en el sistema de desplaçament lateral en tres dimensions característic del joc (dues dimensions i mitja). L'argument es complementa amb una sèrie de seqüències de vídeo que ajuden a entendre la història. Aquest mode introdueix nous enemics, membres de l'Exèrcit del Subespai, capitanejats pel Ministre Antic. L'objectiu d'aquest exèrcit és destruir el món per emportar-se'l al subespai. Per això necessiten les bombes subespacials. El teu objectiu dins del joc és aturar aquest exèrcit. Com a qualsevol joc de plataformes, al final d'un nivell hi ha un cap contra el que s'ha de lluitar. Els enemics són (segons l'ordre en què van apareixent):
- Petey Piranha[8]
- Rayquaza[9]
- Porky[9]
- Galleom[9]
- Ridley[9]
- Duon[9]
- Meta Ridley[9]
- Tabuu[9]

#### Argument
Mentre Mario i Kirby tenen una batalla en un estadi, el ministre antic (Ancient Minister) i l'Exèrcit del Subespai (la Subspace Army) fan el seu atac i activen els Subspace Bomb, "esborrant" efectivament l'àrea de l'univers i movent-la al subespai. Mentre l'armada del Ancient Minister es propaga pel territori, diversos personatges van formant equips i repel·leixen a l'enemic, amb Samus i Pikachu envaint la fàbrica de bombes per a recuperar el Power Suit, i Snake, Lucario i Meta Knight infiltrant-se i segrestant a la Halberd.
Distints malvats competeixen a collir el poder dels personatges al revertir-los a la seva forma de trofeus. El Ancient Minister, qui finalment resulta ser una unitat R.O.B., traïx al seu superior, Ganondorf, qui al seu torn serveix a Master Hand. Els herois aliats destruïxen la nau de Ganondorf i Bowser i arriben al subespai, on es revela que R.O.B., Ganondorf i Master Hand eren peons d'un ésser superior, Tabuu. Tabuu deslliga una ona de poder que reverteix a tots a la seva forma de trofeu, excepte per Luigi, Ness i Kirby, qui van ser reviscuts per uns fermalls que King Dedede els havia col·locat. Ells tres treballen junts per a restaurar el poder de tots els herois. Tots assoleixen passar pel Great Maze, i finalment destruir a Tabuu, rebent l'ajuda de Sonic en la trobada final.

### Clàssic
És el mode que ha perdurat des de la primera entrega de la saga. S'han d'anar guanyant batalles contra personatges controlats per la consola i escollits aleatòriament. Hi ha diferents nivells de dificultat i al final es guanyen monedes que es poden fer servir en altres seccions del joc.

### Esdeveniments
Són una sèrie de missions en les que cal aconseguir un objectiu en concret. Es pot ajustar el nivell dels personatges controlats per la consola i es guarden les millors puntuacions. Aquest mode també està disponible per a dos jugadors.

### Beisbol Smash
Es basa a llançar un sac ple de sorra el més lluny possible. Tens deu segons per aconseguir-ho i li has de donar tants cop com et sigui possible per pujar el mesurador de mal al sac. Després agafes el bat de beisbol i li fas un Atac Smash per enviar-lo el més lluny que es pugui. Estas en un escenari molt petit, protegit per una barrera invisible que només es trenca quan colpeges el sac amb el bat. Això permet donar-li al sac sense que caigui de l'escenari. Es pot jugar dos jugadors cooperativament o en contra. En el mode cooperatiu es fa servir un sac pels dos jugadors i es conta una distància. En el mode en contra cada jugador té dues oportunitats per llançar el sac el més lluny possible. El mode més revolucionari és el mode On-Line, que permet jugar dos jugadors cooperativament o en contra per via Internet.

### Pim-pam Smash
En un escenari determinat, el jugador ha de destruir totes les dianes que hi ha repartides per l'espai de joc. Hi ha diferents escenaris pels diferents personatges i nivells. Cada escenari posa a prova les diferents habilitats dels personatges, de manera que s'ha de tenir experiència si es vol superar la prova.

### Brawl Multitudinari
En aquest mode es lluita contra l'anomenat Fighting Alloy Team, que són una sèrie de personatges de forma poligonal i de colors diferents que van apareixent a la pantalla. Dins d'aquest mode hi ha diferents opcions:
- 10-Man Brawl
- 100-Man Brawl
- 3-Minute Brawl
- 15-Minute Brawl
- Endless Brawl
- Cruel Brawl

### Entrenament
Tal com diu la paraula, aquest mode serveix per millorar les habilitats i entrenar-se. El que el fa diferent és que es poden canviar les diferents opcions, com el nivell del/s contrincant/s, els objectes o la velocitat.

## Group

### Mode Multijugador

#### Personatges
La baralla permet al jugador seleccionar entre 35 personatges diferents. Alguns d'aquests caràcters poden transformar en formes alternatives, amb conjunts de moviment diferents i estils de joc. Alguns caràcters són nous, però altres retornen de Super Smash Bros. Melee; els personatges que retornen tenen en alguns casos estat actualitzat o refinava, o en termes d'aparició, capacitats de baralla, o els dos. Per exemple, Link i Fox han pres en dissenys nous des de més títols recents, mentre que Samus ha guanyat l'habilitat per posar-se una forma nova, "Zero Suit Samus".
Algunes sèries prèviament representades han tingut més personatges afegits a Brawl. Diddy Kong de la sèrie de Donkey Kong i Ike de la sèrie Fire Emblem fan la seva primera aparició en Super Smash Bros. sèrie. Uns altres nouvinguts són el primer per representar la seva sèrie. Aquests inclouen caràcters com Pit, representant la sèrie Icarus de SNES per primera vegada des del SNES de Joc de 1991, Icarus: The Mitesand Monsters, i Wario, del WarioWare de Nintendo i sèrie Wario Land i un antagonista ocasional de Mario. Solid Snake, el protagonista principal Metal Gear de Konami i Sonic the Hedgehog, de l'anterior rival de Nintendo, Sega són els primers personatges d'altres companyies per aquesta emblemàtica saga.
Masahiro Sakurai ha confirmat que pràcticament tots els personatges dels anteriors jocs estaran disponibles. A la web oficial del joc, es comencen a perfilar alguns caràcters i personalitats dels personatges. Cada personatge té quatre combinacions de colors/vestit, de manera que es pot escollir el mateix personatge sense dificultats de distinció dins del combat. Aquests són els personatges confirmats:
- Els personatges que apareixeran per primera vegada en el joc són:
  - Wario (Wario Land i WarioWare): En la seva estrena com a lluitador, Wario presenta el vestit el seu joc en solitari WarioWare. És un personatge lent però molt imprevisible. Pot agafar la seva moto durant els combats i els seus pets poden arribar a ser mortals.
  - Snake (Metal Gear): Com molts seguidors desitjaven, s'ha confirmat oficialment el debut a Super Smash Bros. del protagonista de Metal Gear, que arriba més equipat que cap altre per poder donar tot el que pugui a les batalles. El fet de ser, de moment, l'únic personatge extern a Nintendo, li dona un aire diferent i s'avaluarà la seva entrada. Pot llençar míssils dirigits, granades, mines... i fins i tot pot fer servir la seva càmera espia (Cypher) per volar.
  - Zero Suit Samus (Metroid Zero Mission i Metroid Prime: Hunters): després de fer lSmash Final, Samus perd l'armadura i es queda amb el vestit Zero Suit. Però tot el que perd en defensa i arsenal, ho guanya en velocitat. Pot convertir la seva pistola en un làser, cosa que augmenta l'abast dels atacs cos a cos.
  - Meta Knight (Kirby's Dream Land): El gran enemic d'en Kirby apareix per primera vegada en aquesta saga. Igual que el seu enemic, en Meta Knight està format per una cara, peus i mans. És un personatge petit i ho aprofita per marejar als contrincants amb la seva velocitat. Té una espasa i ales per volar. Pot provocar un remolí amb l'espasa que l'eleva i danya als enemics. Pot llençar-se contra els enemics amb l'espasa per davant i girant. La seva capa el pot fer desaparèixer per amagar-se dels contrincants.
  - Pit (Kid Icarus): L'heroi de la saga Kid Icarus arriba per primera vegada als camps de batalla amb tot un arsenal de moviments i tècniques noves. Amb les seves "Ales d'Ícar" pot volar pel cel, però només en un període limitat.
  - Ike (Fire Emblem): La seva extraordinària força li permet fer servir l'espasa amb les dos mans i el seu moviment especial, l'Aether, causa el caos entre els seus contrincants.
  - Entrenador Pokémon (Pokémon): Aquest nou personatge posseeix una característica única entre els personatges disponibles. En lloc de lluitar ell mateix, fa servir els seus pokémons (Squirtle, Ivysaur i Charizard) per combatre els oponents. Però només es pot fer servir un pokémon a la vegada. Per tant, si el jugador no vol lluitar amb aquell pokémon, pot canviar-lo a l'instant. Els tres pokémons tenen el mateix mesurador d'energia.
  - Diddy Kong (Donkey Kong Country): Aquest és un dels personatges més ràpids del joc. Té una gran quantitat d'atacs i tècniques especials, com el barril que duu penjat a l'esquena, que li serveix per volar, o la Cacahuetola, que dispara cacauets a més o menys potència segons el temps que es tingui premut el botó d'acció.
  - Lucas (Mother 3): De la saga del famós personatge Ness, es presenta amb habilitats com la bola elèctrica, un cop de peu reforçat amb poders psíquics o un llamp dirigit que quan impacta contra algun enemic deixa anar una flamerada gegantina. També té moviments defensius, com un escut psíquic, l'habilitat de congelar als contrincants o una corda-serp per agafar-se al límit del camp i no caure.
  - Sonic: Un dels personatges més esperats pels seguidors del joc ja ha sortit a la llum, i amb tota la seva esplendor. Es caracteritza per la seva velocitat, que sempre l'acompanya i per la forma que adopta quan es transforma en "roda" i que el converteix en un enemic temible.
  - Rei Dedede (Kirby's Dream Land): el rei de Dream Land arriba amb el seu martell gegant per repartit cops a tort i a dret, fins i tot amb un reactor que porta incorporat. És un personatge lent però amb molta potència. Pot saltar per després caure amb el martell per davant i fer volar als seus enemics. Pot tirar Waddle Dees, Waddle Doos i Gordos.
  - Olimar i els Pikmin (Pikmin): L'Olimar i els seus companys, els Pikmin, no poden viure allunyats perquè perden el seu poder. L'Olimar pot arrencar Pikmins del terra perquè l'ajudin a lluitar, però aquests tendeixen a separar-se. Cada color de Pikmin té les seves característiques pròpies, que s'han d'utilitzar amb intel·ligència per guanyar el combat.

- I els personatges que ja s'han deixat veure en altres versions del joc són:
  - Link (The Legend of Zelda): El seu disseny està inspirat en el seu recent joc per la Wii, Twilight Princess, que li dona un aspecte més seriós i impactant. A més, amb les seves fletxes, pot arribar a l'enemic més allunyat.
  - Mario (Super Mario Bros.): Per als combats corporals és un bon personatge i el seu característic salt el fa molt desequilibrant. Llança boles de foc, el seu "Smash Final" és una ràfega de flames i a l'esquena porta l'ACUAC, de manera que pot llençar ràfegues d'aigua.
  - Pikachu (Pokémon): El pokémon més conegut del planeta també participa del joc. Encara que sembli que no sigui cap gran cosa, el seu arsenal té un seguit d'atacs temibles que fan trontollar l'escenari.
  - Kirby (Kirby's Dream Land): Aquesta bola rosa i simpàtica torna a fer la seva aparició a Super Smash Bros. La seva habilitat de copiar els moviments dels altres personatges. És un expert en els combats corporals, amb el seu martell i la seva espasa.
  - Samus Aran (Metroid): El seu canó conté una gran varietat d'armes que, si es controlen totes, asseguren un bon resultat.
  - Fox McCloud (Star Fox): És un dels personatges més ràpids del joc. S'ha dissenyat de nou el seu vestit perquè tingui un aire més seriós. Amb el seu reflector pot desviar els projectils.
  - Zelda i Sheik (The Legend of Zelda): La seva imatge ha canviat respecte als anteriors jocs de la saga, sent els colors del vestit més apagats. Gràcies a la seva màgia, pot fer que els seus atacs sigui temibles. També es pot transformar-se en el seu àlter ego, Sheik.
  - Bowser (Super Mario Bros.): El gran rei dels Koopa torna a fer la seva aparició a Super Smash Bros. amb un disseny més agressiu. Els productors del joc han intentar fer un personatge un pèl més equilibrat que a Super Smash Bros. Melee, però encara és el personatge més pesat i lent de tots.
  - Donkey Kong (Super Mario Bros.): El rei de la jungla torna a aparèixer al joc. Té un disseny més agressiu i millorat. La força bruta segueix sent el seu punt fort i no dubtarà de fer servir el seu puny.
  - Yoshi (Super Mario World): El dinosaure més famós de Nintendo torna a aparèixer a les lluites. Pot llançar atacs consecutius i fer servir l'atac Llança ous.
  - Peach (Super Mario Bros.): La princesa del Regne Xampinyó torna a la saga amb un nou disseny. Pot fer servir el seu paraigües per esmorteir els salts i té el Toad com a protector.
  - Ice Climbers (Ice Climber): L'única parella de personatges que es pot controlar en el joc són els Ice Climbers. En realitat, el jugador controla a l'anomenat Popo, que porta un vestit blau, mentre que la Nana, que porta un vestit rosa, el segueix. El fet de tenir els dos personatges junts permet fer combinacions letals pels altres personatges.

- I els personatges secrets i per desbloquejar són:
  - Ness (Mother 3): En Ness ja havia sortir en les anteriors entregues, però aquest cop o farà com a personatge secret. S'ha d'anar amb compte amb els seus poders psíquics si no es vol sortir mal parat. És com a les altres edicions però canviant-li alguns aspectes.
  - Marth (Fire Emblem): És un príncep procedent de la saga Fire Emblem, que ataca fent servir la seva relluent espasa amb elegància. Hi ha innumerables combinacions amb l'espasa, tant ofensives com defensives, que el fan un personatge molt complet.
  - Luigi (Super Mario Bros.): El germà verd arriba a Super Smash Bros Brawl per donar-hi un toc còmic amb la seva personalitat despistada i graciosa. Els seus atacs són molt variats i, a la vegada, equilibrats. És el cas de l'atac "misil verd", en què es dispara a ell mateix amb una gran potència contra l'enemic, o de l'atac "bola de foc", en què dispara petites boles de foc ved que van rebotant fins a l'enemic.
  - Falco (Star Fox): A aquest pilot dels jocs Star Fox li agrada fer les coses a la seva manera. Desestabilitza el combat amb la seva velocitat i amb els seus atacs defensius.
  - Captain Falcon (F-Zero): Torna a la saga Super Smash Bros. amb més ganes que mai i porta la seva nau Blue Falcon amb ell. És un dels personatges més ràpids del joc i un dels més potents.
  - Lucario (Pokémon): Sorgit de les edicions Perla i Diamant, aquest poderós pokémon posseeix una força interior anomenada Aura. Aquesta força fa que el seu poder augmenti segons el grau de perill en què estigui, i això fa que sigui i personatge arriscat però, a la vegada, emocionant.
  - R.O.B. : Aquestes són les inicials de l'assignació Robotic Operating Buddy un robot imponent que donarà combat a tothom que e vulgui lluitar. Les seves armes són molt diverses: un raig làser, un propulsor que li permet volar, bombes voladores amb control remot i moltes altres tècniques.
  - Mr. Game & Watch (Game & Watch): Aquest personatge que va dominar el mercat de les consoles portàtils als anys 80, torna a aparèixer al món 3D amb la seva aparença en 2D. Els seus atacs semblen molt inofensius però tenen una potència amagada dins del seu aspecte antiquat.
  - Ganondorf (The Legend of Zelda): El malvat fetiller de les tenebres i antagonista principal de The Legend of Zelda torna a Super Smash Bros. Brawl. Aquest cop torna amb el disseny de Twilight Princess. És el més gran i corpulent de tots els personatges amb aspecte humà. Els seus moviments, els seus atacs, tot en ell resulta titànic. Els seus cops impacten sempre amb sons pesats, provocant sensacions molt particulars.
  - Jigglypuff (Pokémon): L'anomenat Pokémon Globus es caracteritza per la seva sorprenent habilitat i destresa a l'aire. Pot fer fins a cinc bots a l'aire inflant-se, però és un personatge molt lent a terra ferma.
  - Toon Link (The Legend of Zelda: The Wind Waker: La versió còmica de l'heroi de la saga The Legend of Zelda arriba amb una agilitat molt superior a la seva altra versió. Es caracteritza per la seva estatura petita i pels seus ulls grans que recorden als d'un gat. Tots els atacs són els mateixos que l'altra versió però són més ràpids i menys forts.
  - Wolf (Star Fox): Aquest és el pitjor enemic de l'equip Star Fox, el cap de l'equip Star Wolf. Fa servir les seves urpes per atacar i els seus moviments són molt espectaculars.

#### Tornejos
Aquest mode es pot jugar en solitari o amb amics i corona al personatge que arribi al final de les eliminatòries, després de guanyar a tots els personatges amb els que s'ha enfrontat. Hi ha diferents opcions configurables, com el nombre de jugadors controlats per persones, o el nombre total de personatges que començaran a la primera ronda. També es poden configurar el temps de combat, si hi ha Handicap o el percentatge de mal, entre d'altres.

#### Tècniques
Com en el seu predecessor, Super Smash Bros. Brawl permet fer una sèrie de tècniques, que permeten fer uns combats més emocionants i més complexes. Algunes de les tècniques són les següents:
- Disparar movent-se: Aquesta tècnica no estava disponible a Super Smash Bros. Melee, on els jugadors només podien disparar quiets. En canvi, el fet de poder disparar tenint mobilitat, amplia les possibilitats estratègiques del jugador.

- Combinacions d'Atacs normals: Un atac normal és l'atac que es fa pressionant el botó d'atac (varia en cada tipus de comandament) sense estar pressionant cap altre botó. Per fer una combinació d'atacs normals es pot pressionar moltes vegades seguides el botó d'atac o pressionar-lo un cert temps (carregar) perquè, després, el personatge efectuï la combinació.

- Salt Banqueta: Aquesta tècnica consisteix a saltar a la gepa d'un contrincant per efectuar un salt més alt.

- Recuperació amb el fuet de plasma: Aquesta tècnica en concret només és vàlida pel personatge Zero Suit Samus però altres personatges la poden efectuar amb els seus respectius objectes. La Samus (en la forma Zero Suit) pot salvar-se quan algun personatge la tira daltabaix llançant el fuet contra la paret més pròxima i fent que s'hi enganxi.

- Planejar: Els personatges amb ales, com en Pit, en Meta Knight o en Charizard, poden planejar per l'escenari i aprofitar al màxim les seves ales. En el moment de saltar, si tornes a pitjar el botó, pots planejar cap a la direcció que indiquis.

- Defensa i Fintes: El botó d'escut (que varia respecte al comandament que s'esculli) et protegeix dels atacs dels enemics durant un cert temps. També es poden esquivar els atacs fent servir la palanca de control i el botó d'escut.

- Agafar i llençar: Polsant el botó d'escut i després el botó d'atac es pot agafar al contrari si aquest està molt a prop. Després d'agafar-los es pot llençar amb les fletxes o el stick cap a la direcció que es vulgui.

- Burles: Cada personatge té uns moviments assignats a la creu de control que no tenen cap efecte en el transcurs de la batalla però que poden donar-li emoció al combat. Aquests moviments són les burles i són diferents a cada personatge.

- Moviments Especials Carregats: Alguns personatges tenen moviments en que, mantenint premut el botó d'atac, es pot carregar l'atac. En aquests casos l'atac és d'una força superior a cap altre atac normal, però requereix un temps per poder-se carregar.

#### Escenaris
En aquesta última versió de la saga Super Smash Bros., els escenaris s'han millorat en l'aspecte gràfic, però també en l'aspecte de l'entreteniment, fent que el mateix escenari vagi canviant en el transcurs de la lluita. Aquí hi ha alguns d'aquests escenaris:
- Els escenaris disponibles des del principi del joc són:

- - Battlefield (Camp de Batalla):[10] En aquest escenari és on es duen a terme la majoria de les lluites. Està format per una plataforma gran i tres plataformes més petites a les que els personatges poden enfilar-se. Un detall que presenta aquest escenari és que té el període de rotació "Dia-Nit".

- - Delfino Plaza (Ciutat Dofí): Aquest escenari és la ciutat de les aventures de Super Mario Sunshine per la consola Nintendo Gamecube. L'escenari de combat comença sobrevolant la ciutat, oferint unes immillorables vistes d'aquesta. Després, aterra a la ciutat i es converteix en un escenari de combat normal. El cicle es repeteix, aterrant a llocs diferents cada vegada.

- - Yoshi's Island (L'illa d'en Yoshi): Es compon d'una plataforma gran i una altra de petita que s'inclina. Els Shy Guys es presenten durant la batalla i el Fantasforma et pot ajudar si estàs a punt de caure. En aquest escenari es produeixen canvis d'estació, que li dona un aire diferent respecte a tots els altres escenaris.

- - Lylat Cruise: Aquest escenari és la part superior de la nau "Pléyades" de les aventures Star Fox. Aquesta nau travessa camps d'asteroides, entra a l'atmosfera d'un planeta i arriba al mig d'una guerra espacial.

- - Bridge of Eldin (Pont d'Eldin): Aquest escenari apareix al joc The Legend of Zelda: Twilight Princess i es compon d'una plataforma plana que cobreix tot l'escenari. El "Rei Bulblin" (King Bulblin) travessa sovint el pont i et pot fer caure.

- - Smashville (Poble Smash): És l'agradable poble d'Animal Crossing. Mentre els personatges lluiten, es pot admirar el poble en funcionament, amb els seus habitants passejant pels voltants. Segons l'hora del rellotge intern de la Wii, serà de dia o de nit.

- - Rumble Falls (Ascens a la cascada gegant): Basat en l'ambient del joc Donkey Kong: Jungle Beat, aquest escenari es basa a anar pujant per plataformes mentre lluites contra els contrincants. El fons d'aquest escenari és una cascada gegant d'on no para de caure aigua.

- - Skyworld (Regne del Cel): És un escenari extret del Regne de Palutena de la saga Kid Icarus. Representa un temple grec al cel que,a causa de la seva antiguitat, es desmunta a trossos i et pot fer caure avall.

- - Castle Siege (Castell Assetjat): Aquest escenari extret de la saga Fire Emblem consta de tres fases. Al principi, la batalla comença al terrat d'un gran castell en plena batalla. A causa de la batalla, el sostre del castell cedeix i els personatges cauen a la sala del tro, on hi ha unes grans estàtues que es poden trencar a base de cops de puny. Però la cosa no s'acaba aquí, ja que es trenca el terra i tothom cau a les masmorres...

- - Pokémon Stadium 2 (Estadi Pokémon 2): Ja havia sortit al Melee, però l'han millorat fent que canviï quatre vegades passant per diferents tipus d'ambient (Normal, Gel, Terra i Volador).
  - WarioWare: És un escenari realment impactant pel seu disseny idèntic als microjocs del joc WarioWare per Nintendo DS. S'han d'anar resolent una gran varietat de microjocs de cinc segons durant el transcurs de la batalla. Per això no es pot descriure molt bé aquest escenari, ja que va canviant cada cinc segons.
  - Battleship Halberd (Nau Hal Abarda): Aquesta és la nau de combat del personatge Meta Knight. L'escenari comença en un port, on la nau està aparcada i es pot admirar la seva proa. Comença a navegar i despega pels aires. Els personatges es troben en una plataforma que segueix a la nau. Després, la plataforma aterra a dins de la nau i desapareix. En aquesta fase de l'escenari s'ha d'anar amb molt de compte, ja que hi ha una torreta que comença a disparar a tort i a dret contra els personatges!
  - Shadow Moses Island (Illa Shadow Moses): Està inspirat en l'heliport de l'illa Shadow Moses de Metal Gear. Hi ha focus que detecten el moviment i et poden atrapar! Gran part del material de l'escenari es pot destruir.
  - New Pork City: L'escenari més gran del joc, és a dir, on els personatges tenen més espai per amagar-se i fugir. Està ambientat en una ciutat caòtica amb tota mena de detalls als edificis. De sobte, pot aparèixer un monstre anomenat Ultimate Chimera, que fa volar pels aires al personatge que agafi entre les seves dents.
  - Pictochat: Ambientat en el petit programa que porta integrat la Nintendo DS, presenta un aspecte molt simple al principi, on només es veu una frase a la part de baix. Al cap d'una estona comencen a aparèixer dibuixos que tenen un paper directe en el transcurs del combat. Per exemple, apareix un núvol, que pot fer de plataforma, o un rostre que bufa i fa que els personatges se'n vagin cap a un costat, on poden caure, etc.
  - The Summit (El Cim): És el punt més alt de la muntanya Icicle, del joc Ice Climbers. És un escenari compost per tres plataformes, fins que comença a relliscar i acaba caient al mar. Un os va enfonsant l'illa i un peix intenta rosegar als personatges.
  - Norfair: El cau d'en Ridley un dels enemics de la sèrie Metroid. Es compon de cinc plataformes i està envoltat de lava. Aquesta lava puja de nivell i pot cremar als que no es posin a les plataformes més altes. Però la lava pot venir dels costats i fins i tot de darrere. Si ve de darrere l'única manera de salvar-se és amagant-se a dins d'una cabina que apareix, però on només hi entra un personatge.
  - Mario Circuit (Circuit Mario): L'acció transcorre en un circuit en forma de 8, on s'està disputant una carrera. Els pilots apareixen quan menys t'ho esperes i fan sortir volant a tothom.

- - Frigate Orpheon (Fragata Orpheon): Sembla un escenari normal, ambientat a la nau Orpheon de la saga Metroid, però de sobte comença a girar fins que es queda cap per avall.

- - Distant Planet (Planeta Distant): Aquest és el planeta on el protagonista de la saga Pikmin va haver de fer un aterratge forçós. La plataforma principal està feta de fulles i molses, és molt elàstica. Les pluges i els animals del bosc fan que aquest escenari sigui molt mogut.

- - Mushroom Kingdom (Regne dels Fongs): Aquest és l'escenari del primer nivell de Super Mario Bros. però amb uns gràfics molt millorats als d'aquella època. Aquest regne ha quedat en ruïnes pel pas del temps i ara presenta un aspecte molt desmillorat.

- - Port Town Aero Dive: La plataforma principal d'aquest escenari extret directament del joc F-Zero GX/AX va movent-se per tot el circuit aturant-se a llocs aleatoris. Depèn del lloc on pari, pot ser que passin els corredors amb els seus vehicles i arrasin amb tot el que trobin.
  - Final Destination (Destí Final): És un escenari totalment pla, amb una plataforma i sense elements externs que participin en el combat. L'únic moviment que hi ha és el del fons, que va canviant de lloc.

- I els escenaris que es poden desbloquejar superant una sèrie d'objectius són:
  - Mario Bros.: Una reproducció exacta de l'únic escenari que sortia al joc Mario Bros.. Com en el joc, si un jugador toca les plataformes per la part de sota, aquestes s'ondulen i paren el cop i això fa que canviï totalment l'estil a seguir per guanyar la partida.
  - Green Hill Zone (La Zona del Turó Verd): Aquest és l'escenari corresponent a la saga Sonic i presenta l'estil característic d'aquests jocs. Al fons s'observa un gran "looping", per on a vegades passen els personatges Tails, Knuckles i Silver. La plataforma central pot destrossar-se fent que quedin tres petites seccions entre forats.
  - Luigi's Mansion (Mansió d'en Luigi): Es veu una mansió tallada transversalment, amb les respectives habitacions. Si algun atac toca a una columna, l'habitació que aguantava s'ensorrarà. Quan totes les habitacions s'hagin ensorrat, la casa es reconstruirà sola.

També hi són presents alguns dels escenaris dels jocs anteriors, tot i que s'han retocat per adaptar-se a les noves opcions.

#### Smash Final
Un Smash Final és una habilitat secreta que només es pot fer una vegada i després d'agafar un objecte anomenat Bola Smash.
- Smash Final: Mario (Mario Finale): Quan en Mario agafa la Bola Smash, produeix una gran ràfega de flames que travessen tot l'escenari augmentant el percentatge de danys i emportant-se a tots els enemics que toca.
- Smash Final: Link i Toon Link (Triforce Slash): El Smash Final d'en Link invoca a la Triforça i aquesta atrapa als contrincants amb la seva llum. L'heroi comença a repartir cops amb l'espasa fins a fer el cop final, que dispara als enemics més enllà dels límits de l'escenari.
- Smash Final: Pikachu (Volt Tackle): En Pikachu agafa la Bola Smash i es converteix en una rodona lluminosa, que pots controlar per perseguir als enemics. Has d'intentar no allunyar-te gaire de la superfície perquè en Pikachu queda estabornit després d'aquest atac.

- Smash Final: Bowser (Giga Bowser Transformation): Es converteix en el personatge més temible de l'entrega Super Smash Bros. Melee, Giga Bowser, i aquesta vegada es pot controlar! És un ésser monstruós i gegant, quasi invencible, que només apareixerà durant uns segons.

- Smash Final: Samus (Zero Laser): En el moment d'agafar la Bola Smash, comença a carregar-se l'arma de la Samus. De sobte, llança un làser que ocupa tot l'escenari. Després d'això, perd la seva armadura i es converteix en Zero Suit Samus.

- Smash Final: Zero Suit Samus (Power Suit Samus): Amb aquest Smash Final, la Samus recupera la seva armadura i torna a tenir les seves habilitats normals. Si hi ha algú a prop, aquest s'enganxarà i sortirà disparat.
- Smash Final: Donkey Kong (Konga Beat): En Donkey Kong agafa el bongo que feia servir al joc Donkey Kong: Jungle Beat i el colpeja fent trontollar l'escenari i fent que els altres personatges surtin disparats. Es poden fer ritmes pressionant diferents botons, cosa que fa que augmenti el poder de l'atac.
- Smash Final: Pit (Palutena’s Army): En el moment d'agafar la Bola Smash, apareix la deessa Palutena i crida al seu exèrcit de centurions alats, que comencen a llençar fletxes a gran velocitat contra els contrincants.
- Smash Final: Yoshi (Super Dragon): La simpàtica mascota d'en Mario es revoluciona! Quan agafa la Bola Smash li apareixen unes grans ales blanques a l'esquena i comença a escopir foc per la boca.
- Smash Final: Diddy Kong (Rocketbarrel Barrage): L'Smash Final d'en Diddy Kong combina la pistola de cacauets amb el barril propulsor i fa un atac letal. En Diddy comença a volar i a disparar fins que al final els barrils exploten i en Diddycau a terra.
- Smash Final: Entrenador Pokémon (Triple Finish): Aquest atac agafa els poders de cadascun dels pokémons (Squirtle, Ivysaur i Charizard) i els combina per fer-ne un atac triple que afecta a tothom que tingui al davant. L'Squirtle fa el seu atac Hydro Pump, el Charizard fa Fire Blast i l'Ivysaur el seu habitual SolarBeam.
- Smash Final: Fox, Falco i Wolf (Landmaster): Apareix a la pantalla el famós tanc dels jocs Star Fox i el pots controlar, disparant als enemics i movent-te per l'escenari. Aquest tanc, que presenta diferents aspectes depenent del personatge, pot volar i endur-se els enemics situats a sobre cap a fora de l'escenari.
- Smash Final: Kirby (Cook Kirby): Mostrant les seves habilitats culinàries, en Kirby agafa la seva olla i hi posa els contrincants i els objectes que hi ha per l'escenari, atrapats per la força d'atracció. Després de barrejar el contingut de l'olla, en surten objectes i els enemics projectats.
- Smash Final: Peach (Peach Blossom): La princesa comença a ballar i a la pantalla apareix un marc molt especial. Segons la proximitat de la princesa respecte als seus contrincants estaran més o menys estona adormits per aquesta dansa. Quan acaba de ballar la princesa, l'escenari ja s'ha omplert de préssecs, que curen la vida de qui se'ls menja. Però la princesa pot aprofitar per apujar el medidor als seus enemics mentre dormen.

- Smash Final: Meta Knight (Galaxia Darkness): Amb la seva capa intenta atrapar-hi algú a dins i si ho aconsegueix tot es torna fosc i surten disparats els contraris.

- Smash Final: Ike (Great Aether): L'Ike agafa l'espasa i atrapa a un contrincant. L'eleva amb ell i li fa una sèrie d'atacs amb l'espasafins que es deixa caure fent un atac fulminant. Aquesta explosió pot afectar els altres personatges que estiguin per allà.

- Smash Final: Ice Climbers (Iceberg): Els dos companys s'agafen les mans i fan que aparegui un bloc de gel que ocupa tot l'escenari i que fa que els contrincants surtin disparats si no l'esquiven de miracle. A més, el contacte amb el gel fereix als enemics.

- Smash Final: Lucas (PK Starstorm): En agafar la bola Smash, l'envolta una resplendor blava. De cop, es torna vermella i comencen a caure estrelles cap a l'escenari. N'hi ha tantes que és quasi impossible d'esquivar-les, cosa que depèn de l'escenari.

- Smash Final: Wario (Wario-Man): En aquest Smash Final, en Wario comença a menjar alls i es converteix en Wario-Man. A partir d'aquest moment, els seus atacs són molt més forts i ràpids i la capa li permet planejar. A més, és potencialment invencible excepte en casos especials com en la ingesta d'una bomba o el KO d'un assistent anomenat Isaac.

- Smash Final: Rei Dedede (Waddle Dee Army): Apareix de cop tot un exèrcit de Waddle Dees, que ataquen als seus contrincants fins a la mort i es mouen molt ràpid.

- Smash Final: Sònic (Super Sònic): En Sònic es torna de color groc i es comença a moure a una velocitat increïble, ferint a tothom que toca.

- Smash Final: Ganondorf (Dark Best Ganon): En Ganondorf es transforma en la seva forma demoníaca i arrasa en tot lo que troba pel seu camí. És una bèstia insaciable i invencible repleta de destrucció.

- Smash Final: Snake (Grenade Launcher): L'Snake es col·loca just davant de la pantalla i comença a disparar granades als llocs on apunta el jugador. Al cap d'un temps l'efecte desapareix.

- Smash Final: Olimar i els Pikmin (End of Day): L'Olimar i els seus amics pugen a la nau espacial i se'n van a l'espai, mentres que a l'escenari comencen a aparèixer monstres que causen molt de mal als personatges.

- Smash Final: Zelda i Sheik (Light Arrow): La princesa tensa el seu arc i dispara una fletxa de llum que atravessa tot l'escenari. Si impacta contra algun enemic, aquest surt disparat fora de la pantalla.

- Smash Final: Ness (PK Starstorm): Comencen a sorgir uns meteorits de llum blava que cauen sense control sobre l'escenari, causant mal als personatges.

- Smash Final: Marth (Critical Hit): Aquest és l'Smash Final més simple però alhora devastador. En Marth treu la seva espasa i dona un sol cop devastador que treu al contrincant fora de l'escenari.

- Smash Final: Luigi (Negative Zone): Amb aquest moviment, la zona que envolta en Luigi es torna negativa i els personatges que hi entren pateixen diferents trastorns, com quedar-se adormits, marejar-se, etc. Si en Luigi golpega algú, aquest sortirà disparat.

- Smash Final: Captain Falco (Blue Falcon): Agafa el seu bòlid i trasllada els enemics a la pista de carreres, on els cotxes impacten contra els contrincants, augmentant els seus percentatges de dany.

- Smash Final: Lucario (Aura Storm): El personatge s'eleva i deixa anar un potent raig d'Aura que fereix als enemics.

- Smash Final: Mr Game & Watch (Octopus): Es converteix en un enorme pop negre que ataca amb els seus tentacle a tothom qui se li apropa.

- Smash Final: Jigglypuff (Puff Up): El personatge s'infla i s'infla fins a ocupar quasi tot l'escenari. Quan toca un personatge, aquest surt disparat.

- Smash Final: R.O.B. (Diffusion Beam) Pot anar més de pressa i va disparant rajos a tort i a dret que fereixen els seus contrincants.

#### Objectes
Com en totes les entregues de la saga, els objectes són una peça clau en el transcurs del combat.
- Bomba Gooey: Aquesta bomba s'enganxa a qualsevol lloc, de manera que és millor no passar-hi molt a prop. Si et tiren un Bomba Gooey, pots intentar passar pel costat d'algun jugador i enganxar-li a ell.

- Llançapetards: Aquest és un objecte de disparar molt pesat i que costa de transportar. Comença a tirar ràfegues de petards que van a tort i a dret.

- Caixes i barrils: Aquests dos objectes són contenidors d'altres objectes. Canvien d'aspecte depenent de l'escenari.

- Pell de plàtan: Quan un personatge trepitgi una pell de plàtan relliscarà, quedant-se estabornit uns moments.

- Pokéball: Si algun jugador tira una Pokéball, invocarà un pokémon, que l'ajudarà durant uns instants en el combat, fent servir la seva habilitat. Alguns dels pokémons que en surten i els atacs que efectuen són:

- - Piplup (Surf)
  - Munchlax (Pickup)
  - Bonsly (Tackle)
  - Weavile (False Swipe)
  - Torchic (Fire Spin)
  - Gulpin (Swallow)
  - Metagross (Earthquake)
  - Gardevoir (Reflect)
  - Meowth (Pay Day)
  - Electrode (Explosion)
  - Goldeen (Splash)
  - Staryu (Swift)
  - Snorlax (Body Slam)
  - Chikorita (Razor Leaf)
  - Togepi (Metronome)
  - Bellossom (Sweet Scent)
  - Wobbuffet (Counter)
  - Groudon (Overheat)
  - Kyogre (Hydro Pump)
  - Moltres (Fly)
  - Entei (Fire Spin)
  - Suicune (Aurora Beam)
  - Ho-Oh (Sacred Fire)
  - Lugia (Aeroblast)
  - Latias i Latios (Steel Wing)
  - Deoxys (Hyper Beam)
  - Manaphy (Heart Swap)
  - Mew (Fly)
  - Celebi (Fly)
  - Jirachi (Fly)

- Bumper: Fent un salt al passat, els creadors del joc han introduït el Bumper, vingut de la versió del Super Smash Bros. per Nintendo 64. Funciona com qualsevol Bumper del pinball, fa rebotar a qualsevol personatge que el toqui.

- Trampa: És un objecte que apareix al joc Animal Crossing. Quan un personatge la llança, desapareix i fa enfonsar-se a terra a qualsevol personatge que passi per allà.

- Bola de fum: Aquest objecte no té un efecte sobre els personatges, sinó que, quan algun objecte o personatge el colpeja, treu una espessa capa de fum que delimita la visió dels jugadors.

- Fermall Franklin: És un objecte petit que protegeix a qualsevol personatge que se'l posi de tota mena de projectils.

- Curri Superpicant: Quan qualsevol personatge es menja el plat de curri comença a escopir foc, fins i tot mentre ataca.

- Martell i Martell d'Or: El martell és un objecte que ja sortia a les altre versions del joc i que fa que quan un personatge l'agafa, aquest comença a donar cops sense parar. La novetat és que, encara que poques vegades, apareixerà el martell d'or, que, a més de colpejar més fort, et permet volar sense caure.

- Espasa Làser: Aquesta espasa de llum permet atacar a l'oponent sense posar-se en perill, ja que té una llargada considerable.

- Flor de Foc: Prement el botó d'atac es llança una flamerada que crema als contrincants.

- Bat de Beisbol: Fent un atac Smash lateral s'envia a l'enemic amb una gran poténcia.

- Freezie: Quan un personatge impacta amb aquest objecte, queda glaçat durant uns moments.

- Bola de Festa: Aquesta bola deixa caure tot tipus d'objecte quan s'obre.

- Champinyó Gegant: Quan un personatge entra en contacte amb aquest objecte, augmenta la mida i la força.

- Bomba Intel·ligent: Procedent de la saga Star Fox i amb les mateixes característiques: danyar a l'enemic. Quan la bomba és activada i toca a algun objecte o personatge, explota d'una forma devastadora i difícil d'evadir. Però a vegades, la bomba falla i no explota fins al cap d'un temps, de manera que s'ha d'estar alerta.

- Bàlsam Aliat: Només serveix a les batalles en equips. Si toca a algú, el mesurador de mal disminuirà.

- Pedestals: Aquest objecte converteix a qualsevol enemic en un trofeu col·leccionable.

#### Ajudants
Els ajudants són personatges que ajuden a qui els invoca, com els pokémon. No són personatges disponibles per jugar no es poden controlar i són invencibles. S'invoquen agafant unes càpsules i tirant-les a terra. Aquí teniu una llista dels ajudants mencionats a la web oficial del joc:
- Hammer Bro. (Super Mario Bros.): Comença a disparar martells contra els contrincants.
- Nintendogs (Nintendogs): Tapa el camp de visió dels jugadors posant-se al davant de la càmera.
- Samurai Goro (F-Zero): Agafa la seva espasa i comença a llançar cops a tort i a dret.
- Dr. Wright (SimCity): L'alcalde de SimCity fa créixer edificis allà on pot i fa sortir disparats als personatges.
- 'Knuckle Joe' :(Kirby): La seva especialitat són els cops de puny. I això és el que fa. Comença amb el cop de puny volcà, remata als contrincants amb el cop de puny Smash i acaba amb el ganxo volador.
- Dimoni (NES Devil World): Apareix a la pantalla i assenyala cap a una direcció determinada. Al cap d'un moment, l'escenari es desplaça en aquella direcció i els personatges poden caure si no fan servir molta tècnica, com el Salt Banqueta.
- Andross (Star Fox): Al fons de l'escenari apareix un ésser gegantí: l'Andross. Agafa aire i comença a disparar plaques gegants per la boca que impacten contra els personatges, que surten disparats.
- Lyn (Fire Emblem): El seu nom complet és Lyndis i porta la seva katana a tot arreu on va. Es mou molt ràpidament, tant que no se la veu quan corre. De sobte comença a donar cops d'espasa als seus rivals!
- Rese T. (Animal Crossing): Com sempre, l'enrabiat talp d'Animal Crossing surt de sota terra amb la seva pala i el seu casc. I com sempre, surt per esbroncar a qualsevol que se l'escolti. Així que només sortir comença a escridassar a tothom fins que se'n va.
- Excitebike (Excite Bike): De cop, van apareixent motoristes en dues dimensions i pixelats seguint l'estil del joc d'on provenen. El fet de ser plans, no els treu potència ni força, de manera que val més enretirar-se. També apareixen altres personatges en dues dimensions, com l'enemic d'alguns jocs Mario Bros., en Lakitu, que tira tortugues amb claus a la closca.
- Little Mac (Punch Out): Arriba des del videojoc Punch Out una estrella que va marcar els jocs de lluita lliure en les consoles. En Little Mac és molt baix però té molta velocitat i molta força, cosa que fa que els seus enemics no s'escapin fàcilment. Comença a repartir cops a tort i a dret fins que desapareix, deixant uns percentatges de mal molt superiors als que hi havia.
- Gray Fox (Metal Gear): Es mou amb molta precisió i silenci fins a atrapar al seu objectiu i llençar-li una ràfega de cops amb l'espasa. A més, la seva armadura fa rebotar els projectils.
- Saki Amamiya (Sin & Punishment: Successor to the Earth): Fa servir una pistola-espasa làser que li permet atacar a diferents distàncies. Salta amb molta agilitat i dispara des de l'aire amb una precisió extraordinària.
- Bonsly (Pokémon): Aquest abret pesa molt més del que sembla. Es pot agafar per tirar-lo contra els contrincants, que sortiran disparats pel pes.
- Waluigi (Mario Tennis): Corre amb les seves llargues cames i aixafa a tothom que es troba pel mig. Després comença a donar cops de peu i cops de raqueta fins que desapareix.
- Stafy (Densetsu no Stafy): La petita estrella corre cap al seu adversari i efectua un atac giratori. Però és molt dèbil i es debilita fàcilment.
- Hans (Golden Sun): El jove adepte de Terra utilitza la Psínergia, concretament la tècnica Moure, per empènyer als seus adversaris fora del camp de batalla.

## Nintendo Wi-Fi Connection
Per primera vegada a la saga, apareix l'esperada opció de poder jugar Wi-Fi contra qualsevol persona que tingui una Wii, el joc i una connexió a Internet. Com és normal, quanta més distància hi hagi entre els jugadors (per exemple: Japó i Europa) pot anar més lenta la connexió i presentar molèsties. Hi ha dos tipus de batalles: les batalles entre amics registrats i les batalles contra qualsevol persona del món.
Super Smash Bros. Brawl permet als jugadors lluitar contra adversaris distants a través de Nintendo Wi-Fi Connection. Els jocs multi jugador en línia es poden jugar o amb amics registrats o amb uns altres participants fortuïtament seleccionats. Els renoms dels intèrprets es mostraran durant partits del multi intèrpret. Addicionalment, els intèrprets poden conversar amb fins a quatre frases que són programades per aquest. Addicional-ment, les fotos es poden prendre durant batalles o en certs altres modes. Aquestes fotos es poden enviar als amics o sotmetre's a Nintendo a través de Nintendo Wi-Fi Connection. Vídeo reproduir seqüències pot ser capturat en modes de joc específics, incloent-hi l’Smash Brawl Objectiu! Mode.

### Batalles amb Amics
Com s'ha dit abans, en les batalles entre amics es poden enviar missatges curts mitjançant la creu de control. Una característica única de les batalles contra amics és que es pot jugar en qualsevol mode de batalla que es vulgui. La llista d'amics, que és on s'han de registrar els codis respectius, incorpora comentaris, icones i la velocitat de connexió.
Això fa del Brawl un joc amb una jugabilitat multi jugador elevadíssima, on el jugador pot jugar amb gent de tot el planeta mitjançant la connexió Wi-Fi. Els jugadors poden demostrar qui és el millor en el camp de batalla, rivalitat que es fa molt divertida i molt entretinguda. Sens dubte és un dels punts forts del joc, on el jugador i la seva diversió estarà més que assegurada.

### Batalles amb Tothom
En aquest mode tot és predeterminat. Es juga amb el mateix temps límit a totes les batalles i els jugadors no es poden veure el nom. Tampoc es poden enviar missatges predeterminats ni es registrarà el resultat del combat. És a dir, encara que es perdi o es guanyi, no queda registrat en cap racó del joc. Una característica dels combats Wi-Fi és que, mentre esperes que es carregui l'escenari, pot practicar amb el sac de sorra. Una de les opcions més innovadores és que quan un participant abandona la partida, la consola el reemplaça sense que es noti i continua la batalla.

### Espectador
En el cas que no es vulgui jugar es pot gaudir de les batalles que altres persones estan realitzant per mitjà de l'opció "observar". A més d'observar, abans del combat es pot apostar monedes i, en el cas d'encertar, guanyar-ne moltes més.

## Opcions
Com a tots els jocs, Super Smash Bros. Brawl té un menú d'opcions que permet modificar alguns aspectes del joc segons les conveniències del jugador. Alguns dels aspectes que es poden canviar són:
- Tipus de comandament:: Es pot triar quina de les quatre combinacions de comandament vol fer servir cada persona (el comandament de la Wii, el comandament de la Wii amb el Nunchuk, el Controlador Clàssic o el controlador de Nintendo GameCube).

- Noms:: Es poden enregistrar noms a la memória de la consola per guardar una configuració diferent de comandament a cadascun. D'aquesta manera no cal configurar-la cada vegada que s'engegui el joc.

- Adhesius:: El típic llibre d'adhesius peròp que s'ha d'anar completant agafant els adhesius que et trobes aleatòriament pels diferents modes i escenaris del joc.

- Brawl Especial:: Una opció molt treballada que permet configurar la batalla de manera que, per exemple, pots fer que els personatges tinguin una poténcia de salt molt superior a la normal, o que es facin de ferro, o fer diferents combinacions de configuracions.

- Trofeus:: Aquesta opció ja estava en l'anterior joc i que mostra els trofeus que s'han anat agafant durant el joc, a qualsevol mode i escenari. Es poden ordenar de diferents maneres, agafar-ne uns quants per crear un fons de pantalla o simplement es poden observar.

- Fotografies:: Millorada i retocada, aquesta opció permet fer fotos en qualsevol moment del joc, siguen el mode d'Un jugador o en el Multijugador. Es poden agafar des de tots els angles, cosa que contrasta amb el disseny "2D" del joc. Es poden guardar a la memòria interna de la consola o en una targeta SD externa. La millor opció és la d'enviar les creacions als amics agregats per mitjà de la connexió Wi-Fi.

- Repeticions:: Revolucionant el joc per complet, aquesta opció grava fins a 3 minuts de vídeo en les batalles o en el mode Pim-pam Smash. Les gravacions es poden enviar als amics per mitjà de la connexió Wi-Fi.

- Creador d'Escenaris:: Un mode inèdit, que encara no s'ha donat a conèixer a cap joc de lluita i que completa les característiques permetent al jugador fer tot tipus d'escenaris, amb qualsevol de les peces i objectes que s'han fet servir en els escenaris principals. Es poden enviar aquests escenaris a través de la connexió Wi-Fi als amics agregats a la llista d'amics. I també es pot enviar un escenari cada dia als responsables de Nintendo per participar en una tria diària del millor escenari del dia i del món. A més l'escenari escollit s'enviarà a totes les Wiis perquè tothom pugui jugar-hi.

- Hàndicap: Quan un jugador expert juga contra un altre que no té gaire pràctica, pot ser que el combat sigui molt avorrit. L'opció handicap consisteix a afegir dificultats al jugador més expert i igualar el combat. Es pot augmentar el mesurador de mal, fet que fa que el jugador comenci sempre amb un percentatge més elevat o es pot posar que vagi augmentant sol el mesurador.

- Deflicker: Aquí pots escollir entre gràfics suaus i nítids.

- Vibració: Per activar o desactivar la funció de vibració dels comandaments. Es pot guardar per noms.

- So: Es pot ajustar la relació entre la música i els efectes. També es poden escoltar les cançons del joc i els sons dels personatges.

- Esborrar Dades: Permet eliminar les dades dels diferents aspectes del joc.

- Pantalla: Ajustar entre la configuració 4:3 o 16:9 de la televisió.

## Música
Una extensa llista de músics han treballat en aquesta nova entrega de  Super Smash Bros., alguns coneguts per la seva feina en altres videojocs. Això queda reflectit en el nombre de temes de què disposa el joc, on es poden contar uns 314. Cada escenari té les seves cançons que es disposen en una llista (La Meva Música) on el jugador pot triar la freqüència en què vol que sonin. Durant el transcurs del joc, el jugador pot aconseguir ampliar la llista de cançons disponibles (més reduïda a l'inici del joc) agafant uns petits CDs que van apareixent escassa i aleatòriament a l'escenari.
En aquesta nova entrega de Super Smash Bros. ha treballat una extensa llista de músics, alguns coneguts per la seva feina en altres videojocs. Això queda reflectit en el nombre de temes de què disposa el joc, on es poden contar uns 314. Cada escenari té els seus temes predeterminats però l'usuari pot especificar la freqüència en què aquests sonen. Per ampliar la llista de cançons disponibles, a més, el jugador pot recollir uns discs que apareixen durant el joc.
A part de les cançons que apareixen al llistat La Meva Música, el joc conté unes cançons extra que no són pròpies dels escenaris, sinó que són cançons de fons:
- La música de tardor i hivern de l'escenari Yoshi's Island.
- La cançó que interpreta en Totakeke a l'escenari Smashville
- La música dels minijocs de l'escenari Wario Ware
- Les cançons que sonen al vídeo explicatiu "How to play" i a la seqüència que es veu al final del mode Clàssic, sense comptar amb els efectes i petites melodies que sonen als missatges d'informació.